# I Can Only Imagine (canção de David Guetta)
"I Can Only Imagine"  é uma canção lançada pelo francês DJ David Guetta, com os vocais do cantor Americano Chris Brown e o rapper Lil Wayne, do quinto álbum de estúdio do Guetta   Nothing but the Beat. Foi lançada como o sexto single do álbum em 23 de abril de 2012. Antes de seu lançamento oficial, a canção chegou nas regiões inferiores das paradas no Canadá, França, Alemanha, países baixos, Reino Unido e Estados Unidos. Guetta, Marrom e Wayne cantou a música ao vivo pela primeira vez no 54º Grammy Awards em fevereiro 12, 2012.
O vídeo foi filmado em 29 de Maio de 2012, e estreou em 2 de julho de 2012. Ele foi dirigido por Colin Tilley. Guetta disse o modo como o vídeo se concentra mais em imagens futuristas, ao invés de incluir em um enredo como alguns dos Guetta outros vídeos lançados. Ele começa com Guetta andando em um quarto, e Brown aparece com uma máscara, com o seus olhos se iluminando. Como Brown começa a cantar em outra cena, ele está na luz-up terno. Quando o coro desempenha, Brown é visto em gravidade zero quarto. Guetta também visto na gravidade zero quarto. Wayne, em seguida, é visto com um skate com alguns outros skatistas no plano de fundo. Wayne também está localizado na outra futurista quarto. Brown é visto na outra sala com um iluminado andar como ele dança enquanto ele canta o refrão. Cinco bailarinos junte-se Brown.

## Lista de faixas
| N.º | Título                                                       | Duração |  |
| 0.  | "Digital download"                                           |         |  |
| 1.  | "I Can Only Imagine" (Live at the 54th Annual Grammy Awards) | 3:09    |  |

| Digital download — EP |                                                              |         |  |
| N.º                   | Título                                                       | Duração |  |
| 1.                    | "I Can Only Imagine" (David Guetta and Daddy's Groove Remix) | 5:50    |  |
| 2.                    | "I Can Only Imagine" (R3hab Remix)                           | 4:43    |  |
| 3.                    | "I Can Only Imagine" (Extended Mix)                          | 5:31    |  |

| Promotional CD single |                      |         |  |
| N.º                   | Título               | Duração |  |
| 1.                    | "I Can Only Imagine" | 3:29    |  |

| Promotional CD single |                                                              |         |  |
| N.º                   | Título                                                       | Duração |  |
| 1.                    | "I Can Only Imagine"                                         | 3:29    |  |
| 2.                    | "I Can Only Imagine" (David Guetta and Daddy's Groove Remix) | 5:50    |  |
| 3.                    | "I Can Only Imagine" (R3hab Remix)                           | 4:43    |  |
| 4.                    | "I Can Only Imagine" (Extended Mix)                          | 5:31    |  |
| 5.                    | "I Can Only Imagine" (Instrumental)                          | 3:29    |  |

## Histórico de lançamento
| Região         | Data               | Formato                                         |
| -------------- | ------------------ | ----------------------------------------------- |
| Estados Unidos | Fevereiro 13, 2012 | Download Digital — ao Vivo no 54º Grammy Awards |
| Vários         | Abril 23, 2012     | Download Digital — Beatport exclusivo           |
| Austrália      | Maio 2, 2012       | Download Digital                                |
| Áustria        | Maio 2, 2012       | Download Digital                                |
| Bélgica        | Maio 2, 2012       | Download Digital                                |
| Finlândia      | Maio 2, 2012       | Download Digital                                |
| Alemanha       | Maio 2, 2012       | Download Digital                                |
| Itália         | Maio 2, 2012       | Download Digital                                |
| Japão          | Maio 2, 2012       | Download Digital                                |
| Países baixos  | Maio 2, 2012       | Download Digital                                |
| Nova Zelândia  | Maio 2, 2012       | Download Digital                                |
| A noruega      | Maio 2, 2012       | Download Digital                                |
| Suíça          | Maio 2, 2012       | Download Digital                                |
| Estados Unidos | Agosto 7, 2012     | Mainstream airplay                              |